# Jaŭhen Hutarovitj

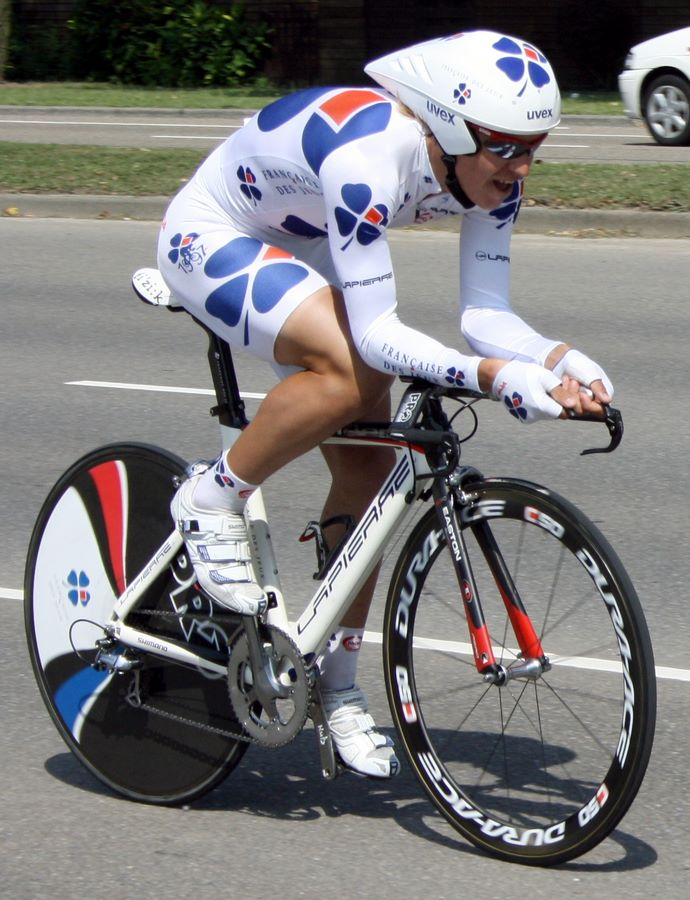
Jaŭhen Hutarovitj, Eneco Tour 2009.

Jaŭhen Eduardavitj Hutarovitj (belarusiska: Яўген Эдуардавіч Гутаровіч), född 29 november 1983 i Minsk, Vitryska SSR, Sovjetunionen, är en belarusisk tidigare tävlingscyklist. 
Hutarovitj vann etapp 2 i Vuelta a España 2010 och blev vitrysk mästare på landsväg 2008, 2009 och 2012.

## Karriär
Jaŭhen Hutarovitj började sin professionella karriär med Roubaix-Lille Métropole under 2007, med vilka han tog en etappseger på Tour du Poitou-Charentes.
Året därpå gick han vidare till Française des Jeux. Under 2008 vann han en etappsegrar på Driedaagse van West-Vlaanderen och på Vuelta a Burgos.
Hutarovitj vann Grand Prix de la Somme under säsongen 2009. Han tog också etappsegrar i Tour Méditerranéen, La Tropicale Amissa Bongo och Circuit de Lorraine.
Under Vuelta a España 2010 överraskade Hutarovitj alla då han spurtade förbi Mark Cavendish under den andra etappen  och tog sin största seger i karriären. Han slog samtidigt andra toppspurtare som Tyler Farrar och Alessandro Petacchi. Under säsongen 2010 tog han också etappsegrar på Tour Méditerranéen, Circuit de Lorraine och Polen runt.
Han vann Coppa Bernocchi och Nationale Sluitingsprijs 2011. Under året tog han också etappsegrar på Étoile de Bessèges och Tour du Poitou-Charentes. Hutarovitj slutade också på andra plats på Kuurne-Bryssel-Kuurne bakom Christopher Sutton och Paris-Bryssel bakom Denis Galimzjanov.
Under säsongen 2012 vann han två etapper på Tour de l'Ain och slutade tvåa i Kuurne–Bryssel–Kuurne bakom Tom Boonen.
Jaŭhen Hutarovitj lämnade FDJ–BigMat i slutet av 2012, och skrev i stället på ett tvåårskontrakt med Ag2r-La Mondiale. Under sitt sista år med stallet vann han Grand Prix de la Somme, och vann också en etapp i Polen runt, samt vann loppets poängtävling, som går till loppets bästa spurtare.
I september 2014 meddelade Bretagne–Séché Environnement att Hutarovitj hade skrivit på ett kontrakt med dem. Under åren 2015 och 2016 vann han totalt fyra etapper i La Tropicale Amissa Bongo. I slutet av säsongen 2016 valde han att avsluta sin karriär.